# Brandpilzverwandte
Die Brandpilzverwandten (Ustilaginaceae) sind eine Familie aus der Ordnung der Brandpilzartigen (Ustilaginales). Die Familie umfasst 24 Gattungen und über 600 Arten.

## Merkmale
Alle Arten der Brandpilzverwandten leben parasitisch auf Pflanzen. Die Sporenbildung erfolgt in den sogenannten Sori, die auf Blütenständen, Stängeln und Blättern gebildet werden. Bei Reife brechen sie auf und zeigt eine dunkelbraune pulverige Sporenmasse, die manchmal eine zentrale Columella, ein säulenartiges Gebilde, besitzen. Selten haben sie auch schraubenförmige, sterile Hyphen, ähnlich den Elateren von Lebermoosen. Die Hyphen selber sind intrazellulär, also zwischen den Wirtszellen und sind von einer elektronenundurchlässigen Matrix umhüllt. Die Septen sind porenlos. Die Teliosporen werden einzeln, selten auch paarig gebildet, und sind manchmal auch mit sterilen Zellen umgeben. Sie sind mehr oder weniger kugelig, braun oder olivgrün und sind normalerweise warzig, stachelig oder netzartig gemustert. Sie keimen, um die hyphenähnlichen, querseptierten Basidien zu bilden. Die Basidiosporen werden seitlich und am Ende gebildet und sind länglich, durchscheinend und dünnwandig.

## Ökologie und Bedeutung
Alle Arten der Brandpilzverwandten leben parasitisch und wirtsspezifisch auf verschiedenen Süßgräsern und Sauergräsern und sind weit verbreitet. Daher sind auch mehrere Arten wirtschaftlich wichtige Pathogene wie Sporisorium scitamineum auf Zuckerrohr, Sporisorium sorghi auf Sorghum, Ustilago avenae auf Hafer, Ustilago hordei auf Gerste,  Ustilago krameri auf Rispenhirse oder Ustilago maydis auf Mais. Letztgenannter, der sogenannte Maisbeulenbrand und auch Ustilago esculenta (Synonym: Yenia esculenta) auf Wasserreis bilden große Gallen im Wirtsgewebe und werden gegessen.

## Biotechnologische Relevanz
Viele Arten produzieren natürlicherweise ein großes Spektrum an wertvollen Chemikalien (z. B. Sekundärmetabolite, TCA-Zyklus Intermediate) mit wachsendem biotechnologischen Interesse. Zu diesen Chemikalien zählen Polyole (Erythritol, Mannitol), organische Säuren (Itaconsäure, Malat, Succinat), extrazelluläre Glycolipide (Mannosylerythritol Lipide, Ustilaginsäure), Eisen-bindende Siderophore und Tryptophan-Derivate.

## Taxonomie und Systematik
Die Familie der Brandpilzverwandte wurde bereits 1847 von den französischen Mykologen Edmond Tulasne und Charles Tulasne erstbeschrieben. Mehrere Gattungen sind polyphyletisch.
Folgende Gattungen gehören zur Familie (Stand November 2023):
- Ahmadiago mit nur einer Art
- Aizoago mit zwei Arten
- Anomalomyces mit zwei Arten
- Anthracocystis mit 134 Arten
- Bambusiomyces mit nur einer Art
- Centrolepidosporium mit nur einer Art
- Dirkmeia mit nur einer Art
- Eriocaulago mit zwei Arten
- Eriomoeszia mit nur einer Art
- Franzpetrakia mit drei Arten
- Kalmanozyma mit drei Arten
- Langdonia mit acht Arten
- Macalpinomyces mit 41 Arten
- Melanopsichium mit zwei Arten
- Moesziomyces mit sieben Arten, z. B. Moesziomyces antarcticus
- Parvulago mit nur einer Art
- Pattersoniomyces mit nur einer Art
- Shivasia mit nur einer Art
- Sporisorium mit 195 Arten
- Stollia mit fünf Arten
- Tranzscheliella mit 17 Arten
- Triodiomyces mit sechs Arten
- Ustilago mit 170 Arten
- Yunchangia mit nur einer Art